# Poeův zákon
Poeův zákon je internetové pravidlo, pojmenované po Nathanu  Poeovi, který jej formuloval v roce 2005 v internetové diskusi o kreacionismu. Tvrdí, že je prakticky nemožné rozeznat extrémní názory od jejich parodie.
Původní Poeovo vyjádření znělo:
Without a winking smiley or other blatant display of humor, it is uttrerly [sic] impossible to parody a Creationist in such a way that someone won’t mistake [it] for the genuine article
Neboli:
Bez mrkajícího smajlíku nebo jiného zřetelného upozornění na humor je zcela nemožné parodovat kreacionistu tak, aby to někdo nepovažoval za vážně míněnou věc.